# China Central Television espagnol et français
CCTV-E&F ou China Central Television Espagnol et Français était une chaîne de télévision nationale chinoise spécialisée en langue espagnole et française.
La chaîne a été scindée en deux programmes distincts : CCTV-F, pour les programmes en langues française, et CCTV-E pour la chaîne en langue espagnole.

## Histoire de la chaîne
CCTV-E&F a été créée le 1er octobre 2004 comme une chaîne internationale de la Télévision centrale de Chine (CCTV). Cette chaîne était diffusée en alternance soit en français ou soit en espagnol, avec quatre heures par langue.
La chaîne est scindée le 1er octobre 2007 : CCTV-F, pour les programmes en langues française, et CCTV-E pour la chaîne en langue espagnole.

## Programmes
Elle diffuse des journaux télévisés, ainsi que des programmes éducatifs et des divertissements : 
- journal télévisé toutes les heures ;
- documentaires ;
- feuilletons ;
- cours de chinois en français : émission Le chinois au quotidien.

## Diffusion
Elle est retransmise autour du monde, notamment par satellite, et en direct sur leur site web officiel. Elle est également diffusée sur les chaînes du câble et lié aux offres ADSL en France, toutefois, son cœur de cible pourrait-être l'Afrique, pour CCTV-F, en raison des relations internationales privilégiées existant entre l'Afrique et la République populaire de Chine.

## Réception

### Par internet
La chaîne se trouve sur l'offre TV par ADSL de chez certains fournisseurs d'accès à internet.

### Par satellite
Trois satellites de télédiffusion diffusent CCTV-E et CCTV-F :
- PAS-10 : 68.5° EL faisceau Europe Afrique Moyen-Orient Asie,
- ChinaSat-6B : 115.5° EL,
- Galaxy-3C : 95° WL faisceau Amérique du Nord[2].